# Бычок-травяник
Бычок-травяник, или травяник (лат. Zosterisessor ophiocephalus), — вид лучепёрых рыб семейства бычковых.

## Описание
Темя, затылок, горло, брюхо и стебли грудных плавников покрыты циклоидной чешуей; жаберные крышки голые. Кожа мягкая, значительно ослизненная. Подглазничных поперечных рядов генипор шесть. Поперечные теменные задние ряды генипор разделены широким промежутком. Плавники сравнительно большие. Задний спинной плавник повышается к заднему концу. Воротник брюшной присоски без лопастей, присоска не достигает анального отверстия. Есть плавательный пузырь. Икра мелкая.
Самцы и самки окрашены одинаково. Основной цветовой тон буро-зеленоватый, более темный на спине и светлее на брюхе. По бокам 11-15 темно-бурых поперечных полос с извилистыми краями и более мелкие пятна неправильной формы. При основании хвостового плавника темное пятно. По обоим бокам затылка и спинного плавника светлые продольные полоски, которые дальше простираются по бокам спины. На основании грудного плавника интенсивный рисунок из извилистых линий, обособленных от этого плавника поперечными каемками — широкой светлой и узкой темной. На щеках, губах, жаберных крышках особенный буроватый сетчатый или пенистый рисунок и округлые светлые пятнышки, обложенные бурыми ячейками.
Максимальная длина тела 29,9 см.

## Распространение
Травяник — выходец из Средиземного моря, иммигрировавший и натурализовавшийся в Черном и Азовском морях. В пресных водах жить не может, поэтому отсутствует в реках и их эстуарных частях, опресненных частях лиманов северо-западной части Черного моря и в восточной части Азовского моря. Живет в водах с довольно широким диапазоном солености, от 6-8 ‰ до 16-18 ‰, изредка до 20 ‰, в отдельных случаях — до 30 ‰, то есть, по известному определению, в зонах солености: мезогалинной и отчасти полигалинной и в незначительной степени — в эугалинной. Обычен вид в морских заливах типа Варненского, Бургасского, Каркинитского, соленых озерах и лиманах. Встречается у южного побережья Крыма и в северо-восточной части Сиваша.

## Размножение
В литературе нет единого мнения относительно характера вызревания половых продуктов у травяника. По одним данным, вызревание половых продуктов синхронное в связи с единоразовостью нереста. В яичниках половозрелых самок содержатся одинаковые ооциты диаметром 0,7-0,8 мм. По другим данным, травяник относится к рыбам с прерывистым типом вызревания половых продуктов в связи с порционным нерестом.

## Цепь питания
С увеличением размеров и возраста травяника его упитанность возрастает. Некоторые хищные рыбы, в том числе и крупный бычок-кнут, питаются травяником, также дельфины, в частности в Азовском море, а именно дельфин-азовка.
Конкурентами в питании для травяника являются рыбы, питающиеся бентическими организмами, в том числе бычки. В северо-западной части Черного моря наибольшая степень сходства пищевого спектра у травяника наблюдается с ратаном (50,1 %), немного меньше (42,4 %) — с сурманом.